# 2008年夏季奥林匹克运动会巴布亚新几内亚代表团
2008年夏季奥林匹克运动会巴布亞新畿內亞代表团会参加2008年8月8日至24日在中国北京主办的第29届夏季奥运。代表团包括6位参赛者，分別參與5個項目。

## 田徑
- Mae Koime
- Mowen Boino

## 拳擊
- Jack Willie

## 游泳
- Ryan Pini
- Anna-Liza Mopio Jane

## 跆拳道
- Theresa Tona（女子49公斤級）

## 舉重
- Dika Toua（女子53公斤級）